# Lepidosperma gibsonii
Lepidosperma gibsonii är en halvgräsart som beskrevs av Russell Lindsay Barrett. Lepidosperma gibsonii ingår i släktet Lepidosperma och familjen halvgräs. Inga underarter finns listade i Catalogue of Life.